# Калинин, Леонид Дмитриевич (священник)
Леони́д Дми́триевич Кали́нин (род. 5 ноября 1968, Москва, СССР) — запрещённый в служении протоиерей Русской православной церкви, церковный и общественный деятель, богослов, философ, педагог, скульптор.
Постоянный член Высшего церковного совета (2019—2023), председатель экспертного совета по церковному искусству, архитектуре и реставрации, епархиальный древлехранитель Московской епархии, член Патриаршего совета по культуре (2010—2023). Председатель Фонда сохранения памятников имени Святого Апостола Павла. Настоятель храма Священномученика Климента, папы Римского (2002—2023), член искусствоведческой комиссии при Епархиальном совете Москвы (1996—2023).
Почётный член Российской академии художеств (РАХ). Член Международного Союза художников и Союза художников России. Его имя выбито в галерее Славы на стене храма Христа Спасителя.
С 2018 по 2020 год — председатель художественного совета по строительству Главного храма ВС РФ (Патриаршего собора во имя Воскресения Христова). С 1999 по 2003 год — руководил работами по убранству Патриаршего Никольского кафедрального собора в Нью-Йорке (США), с 1998 по 2011 год — руководитель художественного совета убранства комплекса храма Христа Спасителя.
26 мая 2023 года указом патриарха освобождён от всех должностей в связи с «воспрепятствованием» перенесения иконы «Троица» Рублёва в Храм Христа Спасителя.

## Биография
Родился 5 ноября 1968 года в Москве в семье священнослужителей и художников Дмитрия Викторовича Калинина (род. 1938) и Ирины Борисовны Калининой (Вучетич) (род. 1947). Внучатый племянник советского скульптора, академика Евгения Вучетича. Правнук протоиерея Православной российской церкви Валентина Свенцицкого.
Художник по образованию. В 1982—1986 годах учился в Московской средней художественной школе при Российской академии художеств (МСХШ). В 1987—1989 годах служил в армии.
В 1993 году в соборе Новоспасского монастыря патриархом Алексием II был рукоположён в сан диакона, после чего служил в храме Спаса Нерукотворного Образа в Андрониковом монастыре.
19 января 1996 года, на Богоявление Господне, патриархом Алексием II был рукоположён в сан священника в кафедральном Богоявленском соборе в Елохове.
В 1996—2001 годах совмещал служение в Спасском соборе Андроникова монастыря с послушанием члена комиссии по художественному убранству кафедрального храма Христа Спасителя в Москве. Возглавлял координационную группу специалистов — повседневный рабочий орган комиссии. После ухода из комиссии её председателя — митрополита Ювеналия (вследствие разногласий по материалам фасадных скульптур) — Леонид Калинин возглавил работу комиссии по художественному убранству храма Христа Спасителя до назначения на эту должность епископа Алексия (Фролова), при котором продолжил свое послушание руководителя рабочей группы и члена комиссии — до полного окончания в храме Христа Спасителя всех художественных работ. За «огромные труды по воссозданию Храма Христа Спасителя» (патриарх Алексий II) удостоен права ношения протоиерейского креста.
Был другом и духовником журналиста Пола Хлебникова.
В 1994 году защитил диплом в Московском государственном академическом художественном институте имени В. И. Сурикова по классу скульптуры у академика Олега Комова.
26 марта 2002 года был назначен настоятелем храма Климента Папы Римского. С 2011 по 2015 год руководил реконструкцией храма
В апреле 2006 года возведён в сан протоиерея.
С 1999 по 2003 год под руководством епископа Меркурия (Иванова) возглавлял воссоздание росписей и внутреннего убранства в Николаевском Патриаршем кафедральном соборе города Нью-Йорка, США, получившем статус лучшего здания города в 2004 году. Росписи собора проводились бригадой академика Евгения Максимова.
С 2010 года ― член Патриаршего совета по культуре под председательством Патриарха Московского и всея Руси..
1 января 2015 года патриархом Кириллом назначен древлехранителем Московской городской епархии. 16 апреля 2016 года решением Священного синода назначен председателем экспертного совета по церковному искусству, архитектуре и реставрации.
7 декабря 2017 года на заседании президиума Российской академии художеств Леониду Калинину было присвоено звание почётного академика Российской академии художеств (РАХ). Ранее инициативу академии поддержал патриарх Московский и всея Руси Кирилл.
В 2023 году участвовал в реставрационном совете Третьяковской галереи по поводу выдачи иконы Андрея Рублева «Троица» РПЦ.
26 мая 2023 года указом Патриарха Московский и всея Руси Кирилла протоиерей Леонид Калинин «в связи с воспрепятствованием принесению в кафедральный соборный Храм Христа Спасителя г. Москвы иконы „Святая Троица“ преподобного Андрея Рублева для молитвенного поклонения в праздник Святой Пятидесятницы освобожден от должности настоятеля храма священномученика Климента, папы Римского, г. Москвы и запрещен в священнослужении. Также протоиерей Леонид Калинин: Патриаршим указом от 26 мая освобожден от должности председателя Экспертного совета по церковному искусству, архитектуре и реставрации; Патриаршим распоряжением от 26 мая — от должности епархиального древлехранителя Московской епархии и от послушания члена Патриаршего совета по культуре».

## Семья
- Жена (с 1993 года): Анна Всеволодовна Калинина — художник-реставратор, иконописец
- Дети: Елизавета Леонидовна Калинина, Ксения Леонидовна Калинина, Иоанн (Иван) Леонидович Калинин (1994—2016)
- Отец: Дмитрий Викторович Калинин (род. 1938)
- Мать: Ирина Борисовна Калинина (Вучетич) (род. 1947)
- Прадед: Валентин Павлович Свенцицкий (1881—1931),
- Прапрадед: Болеслав Давид Карлович Свенцицкий (1832—1896)
- Прапрабабушка: Елизавета Федосеевна Козьмина (1852—1927).
- Родственник: Евгения Викторовича Вучетича (1908—1974).

## Награды
- Орден За заслуги перед Отечеством 4 степени (21.08.2020) — за большой вклад в организацию и проведение социально важных, общественно значимых мероприятий[14].

## Публикации
- «Борьба за храм св. Климента продолжается» // «Вестник Замоскворечья», № 8/2002
- «Священник заложил свою квартиру, чтобы восстановить храм» // «Вестник Замоскворечья», № 10/2002
- «Через 3-4 месяца Климентовский храм будет освобожден» // «Вестник Замоскворечья», № 4/2004
- Путь к церковному единству с Зарубежной церковью // Москва. — 2004. — № 3. — С. 226—227.
- «Замоскворечье отметило Яблочный Спас» // «Вестник Замоскворечья», № 16/2005

## Интервью
- Памяти Павла Хлебникова. // Радио Радонеж, 21.12.2004.
- Прот. Леонид Калинин об упокоении Б. Н. Ельцина // Радио Радонеж, 26.04.2007.
- Православные святыни Сирии // Журнал «Элита общества», № 7 (33), июль 2007.
- Святого Климента отмоют от копоти // Московский комсомолец, 30.03.2009.
- Как источники питают реку, так и книги питают человеческий разум. У того, кто пьет из полноводного, чистого источника и разум будет чист // Pravkniga.ru, 09.03.2010.
- Вот вы говорите: молодежи не надо делать замечания, вообще, может, даже и не молодежи? // Радио Радонеж, 27.04.2010.
- «Не пора ли создать Всемирный устав гражданина земли?» // Радио Радонеж, 10.05.2010.